# Litoral eslovè
El Litoral eslovè (eslovè Primorska; italià Litorale; alemany Küstenland) és una regió tradicional d'Eslovènia que consisteix en les regions de Goriška i la porció d'Ístria eslovena (Slovenska Istra). El nom prové del territori de la corona d'Habsburg del Litoral austríac del qual l'eslovè n'era una part. Els principals centres urbans són Nova Gorica a Goriška i Koper a Istria.